# 朱安渳
安定懷簡王朱安渳（1473年—1491年），明朝周藩唯一一代安定王，周惠王朱同䥝的庶第十子。

## 生平
成化九年（1473年）出生。朱安渳初封鎮國將軍。弘治二年（1489年）九月，進封安定王。弘治三年（1490年）十一月，獲得歲祿一千石，米鈔中半兼支。
弘治四年（1491年）十月，朱安渳去世，享年十九歲，諡號懷簡。無子，安定王的封爵被廢除。

## 家庭

### 妻
- 張氏，冊為安定王妃[4]